# Deals Death
Deals Death est un groupe suédois de death metal mélodique, originaire de Borlänge, Dalécarlie. Formé en 2007, le groupe compte au total trois albums, avant sa séparation en 2016.

## Biographie
L'histoire de Deals Death est retracée dans un petit groupe local appelé Boomtown, à Borlänge, au sein duquel le guitariste Erik Jacobson écrit des chansons pour le plaisir. Erik est remarqué par d'autres élèves qui souhaitaient former un groupe avec lui, mais Erik et le reste du groupe se séparent très vite à cause de sa brutalité musicale de ce premier. Plus tard, Erik emménage à Göteborg, où il réussit finalement à former son groupe, désormais appelé Deals Death.
Le premier album autofinancé de Deals Death, Internal Demons, est publié en 2009. Il est bien accueilli à l'échelle internationale notamment grâce à la participation d'Alexander Kuoppala (ex-Children of Bodom) et Peter Tägtgren (Pain/Hypocrisy). Le groupe continue sur sa lancée avec l'enregistrement en mai 2010 d'un deuxième album, Elite, à Göteborg. Il est mixé par Jonas Kjellgren (Scar Symmetry). En novembre 2011, le groupe signe au label Spinefarm Records, et annonce la sortie d'Elite pour mars 2012. Elite est plutôt bien accueilli par la presse spécialisée,,. Une vidéo de la chanson Fortified est tournée et publiée en avril 2011. Plus tard, Olle Ekman enregistre une vidéo appelée Death Metal Vocal Exercises, publiée sur YouTube par l'acteur Ray William Johnson. À ce moment, le nom du groupe devient beaucoup plus populaire,.
En 2013, le groupe publie son troisième album, Point Zero Solution. En septembre la même année, ils publient la vidéo de la chanson-titre réalisée par Patric Ullaeus (Dimmu Borgir, In Flames) de la Revolver Film Company.
Le groupe effectue son dernier concert le 3 juin 2016 au festival Metallsvenskan, d'Örebro avant de se séparer.

## Membres

### Derniers membres
- Erik Jacobson - guitare (2008-2016)
- Olle Ekman - chant (2008-2016)
- Janne Jaloma - batterie (2009-2016)
- Sebastian Myrèn - guitare (2009-2016)
- Kammo Olayvar - basse (2013-2016)

### Anciens membres
- Anders « Hebbe » Herbertzon - basse
- Ulrich Zander - basse
- Tim Grundtman - batterie
- Rikard Sundén - guitare
- Fredrik Ljung - basse (2010-2013)

## Clips
- 2012 : Collapse, tiré de Elite, dirigé par Patric Ullaeus
- 2013 : Point Zero Solution, tiré de Point Zero Solution, dirigé par Patric Ullaeus